# 輝南県
輝南県（きなん-けん）は中華人民共和国吉林省通化市に位置する県。

## 歴史
1909年（宣統元年）、清朝により設置された輝南直隷庁を前身とする。中華民国が成立すると輝南県と改称された。

## 行政区別
3街道、10鎮、1民族郷を管轄：
- 街道弁事処：東鳳街道、朝輝街道、西鳳街道
- 鎮：朝陽鎮、輝南鎮、様子哨鎮、杉松崗鎮、石道河鎮、輝発城鎮、撫民鎮、金川鎮、団林鎮、慶陽鎮
- 民族郷：楼街朝鮮族郷

## 交通

### 鉄道
- 中国国家鉄路集団
  - 瀋吉線
    - 朝陽鎮駅

### 道路
- 高速道路
  -  長長高速道路（中国語版）
  -  輝臨高速道路
- 国道
  -  G504国道（中国語版）

## 出身者
- 劉浩存 - 女優